# Esplanada (Santa Luzia)
Esplanada é um bairro da cidade de Santa Luzia, em Minas Gerais. 
O Bairro conta com logradouros temáticos, as ruas do bairro possuem nomes de datas comemorativas do Brasil como, rua 21 de abril, rua 13 de maio, rua 15 de novembro e outros.